# Rue Armény
La Rue Armény est une voie située dans le 6e arrondissement de Marseille. 

## Situation et accès
Elle va de la place de Rome à la place Estrangin-Pastré.

## Origine du nom
Elle fait référence à la famille Armény de Marseille,.

## Bâtiments remarquables et lieux de mémoire
- A un numéro inconnu vécut dans les années 1780 Jean-Pierre d'Isnard, maire de Marseille[3].
- Au n° 11 se trouve un hôtel édifié sur des terrains vendus par les frères Armény en 1757. Ce bâtiment a été acheté par le négociant Dominique Audibert puis vendu à l’administration qui y installe le mess des officiers transféré ensuite au fort Saint-Nicolas.